# Amyloxenasma
Amyloxenasma is een geslacht van schimmels behorend tot de familie Amylocorticiaceae. De typesoort is Amyloxenasma grisellum.

## Soorten
Volgens Index Fungorum telt het geslacht zes soorten (peildatum augustus 2023):
| Soortnaam                   | Auteur(s)                               | Publicatiejaar |
| --------------------------- | --------------------------------------- | -------------- |
| Amyloxenasma allantosporum  | (Oberw.) Hjortstam & Ryvarden           | 2005           |
| Amyloxenasma elongatisporum | Duhem & Schultheis                      | 2012           |
| Amyloxenasma grisellum      | (Bourdot) Hjortstam & Ryvarden          | 2005           |
| Amyloxenasma lloydii        | (Liberta) Hjortstam & Ryvarden          | 2005           |
| Amyloxenasma pruina         | (Bourdot & Galzin) Hjortstam & Ryvarden | 2005           |
| Amyloxenasma rallum         | (H.S. Jacks.) Hjortstam & Ryvarden      | 2005           |